# Подине
Подине су насељено мјесто у Далмацији. Припадају граду Шибенику, у Шибенско-книнској жупанији, Република Хрватска.

## Географија
Подине се налазе око 18 км југоисточно од Шибеника.

## Становништво
Према попису становништва из 2011. године, насеље Подине је имало 26 становника.
| Демографија | Демографија | Демографија |
| Година      | Становника  | Становника  |
| ----------- | ----------- | ----------- |
| 1971.       | 187         |             |
| 1981.       | 120         |             |
| 1991.       | 59          |             |
| 2001.       | 39          |             |
| 2011.       |             | 26          |